# New Mexico Airlines
New Mexico Airlines (mã IATA = LW, mã ICAO = NMI) là hãng hàng không của Hoa Kỳ, trụ sở ở Kahului, Hawaii. Hãng có căn cứ chính ở Sân bay quốc tế Albuquerque.

## Lịch sử
New Mexico Airlines được hãng Pacific Wings thành lập năm 2007 và bắt đầu hoạt động từ ngày 1.7.2007, dùng tên hiệu của công ty mẹ Pacific Wings.

## Các nơi đến
(Tháng 7/2008):
- Hoa Kỳ
  - Alamogordo
  - Albuquerque
  - Carlsbad
  - Hobbs
  - Ruidoso
  - El Paso
  - Deming, New Mexico (dự kiến)

## Đội máy bay
(Tháng 2/2008):